# Buthiers (Seine-et-Marne)
Buthiers település Franciaországban, Seine-et-Marne megyében. Lakosainak száma 771 fő (2022. január 1.). Buthiers Nanteau-sur-Essonne, Rumont, Le Malesherbois, Amponville, Boissy-aux-Cailles és Boulancourt községekkel határos.

## Népesség
A település népességének változása:
| Lakosok száma | 750  | 740  | 735  | 730  | 726  | 732  | 730  | 749  | 771  |
|               | 2013 | 2015 | 2016 | 2017 | 2018 | 2019 | 2020 | 2021 | 2022 |